# Theta Columbae
Désignations
Theta Columbae (θ Columbae / θ Col), également nommée Elkurud, est une étoile de la constellation australe de la Colombe. Elle est visible à l'œil nu comme une faible étoile de magnitude apparente 5,02. Il s'agit d'une étoile sous-géante de type B, en train de sortir de la séquence principale, environ 4 fois plus massive que le Soleil et qui tourne rapidement sur elle-même.

## Astrométrie et environnement stellaire
θ Columbae présente une parallaxe annuelle de 4,17 ± 0,07 mas mesurée par le satellite Gaia, ce qui signifie qu'elle est distante de 239,6 ± 4,0 pc (∼781 al) de la Terre. Considérant sa distance, sa magnitude visuelle est diminuée par un facteur d'extinction de 0,11 en raison de la poussière interstellaire présente sur le trajet de sa lumière jusqu'à la Terre. θ Columbae s'éloigne du système solaire avec une vitesse radiale de +45 km/s. Elle était au plus proche du Soleil il y a environ 4,7 millions d'années ; sa distance était alors de seulement environ 3,33 pc (∼10,9 al).
C'est une étoile solitaire, sans compagnon connu. Elle forme une double optique avec l'étoile géante de septième magnitude HD 42138, située à environ 4 minutes d'arc au nord-est de θ Columbae.

## Propriétés
θ Columbae est une étoile sous-géante bleu-blanc de type spectral B8 IV. Âgée de 237 millions d'années, elle a récemment quitté la séquence principale et a démarré son évolution au terme de laquelle elle deviendra une géante rouge.
L'étoile tourne rapidement sur elle-même avec une vitesse de rotation projetée de 249 km/s. Elle est 4 fois plus massive que le Soleil. Elle est 472 fois plus lumineuse que l'étoile du système solaire et sa température de surface est de 9 916 K.

## Nomenclature
θ Columbae, latinisé vers Theta Columbae, est la désignation de Bayer de l'étoile.
Les premiers poètes arabes désignaient un groupe d'étoiles dont ils ne précisaient pas l'identité sous le nom الفرود (al-furūd), c'est-à-dire « les solitaires ». Ultérieurement, les astronomes arabes ont tenté de relier ce nom à un groupe d'étoiles en particulier, qu'ils ont localisé dans les constellations modernes du Centaure et de la Colombe. Allen (1899) a donné la même étymologie que celle actuellement acceptée, mais il a suggéré que al-furūd pourrait provenir d'une vieille erreur de transcription du terme القرود (al-qurūd), soit « les singes », qu'il a retranscrit « Al Ḳurūd ». Cependant, son hypothèse n'a jamais été confirmée par les sources universitaires plus récentes.
Le 1er juin 2018, le Groupe de travail de l'Union astronomique internationale sur les noms d'étoiles a officialisé le nom « Elkurud » pour désigner l'étoile et elle figure désormais dans la liste des noms d'étoiles officiellement reconnus par l'UAI. Le nom historique « Furud » a été quant à lui attribué à ζ Canis Majoris.
En astronomie chinoise, θ Columbae est connue sous le nom 孫二 (Sūn èr), c'est-à-dire la « seconde étoile du Petit Fils ». Elle fait partie de l'astérisme de Sūn (en chinois 孫), qui comprend κ Columbae en plus de θ Columbae,.